# Брайс Беннетт (гірськолижник)
Брайс Беннетт (14 липня 1992 , Тракі, Каліфорнія ) — американський гірськолижник, що спеціалізується на швидкісному спуску. Учасник зимових Олімпійських ігор 2018.

## Результати в Кубку світу
Усі результати наведено за даними Міжнародної федерації лижного спорту.

### Підсумкові місця в Кубку світу за роками
| Сезон | Вік | Загальний залік | Слалом | Гігантський слалом | Супергігант | Швидкісний спуск | Гірськолижна комбінація |
| ----- | --- | --------------- | ------ | ------------------ | ----------- | ---------------- | ----------------------- |
| 2016  | 23  | 80              | —      | —                  | —           | 34               | 16                      |
| 2017  | 24  | 65              | —      | —                  | 43          | 26               | 18                      |
| 2018  | 25  | 45              | —      | —                  | 47          | 20               | 14                      |
| 2019  | 26  | 32              | —      | —                  | —           | 7                | 22                      |
| 2020  | 27  | 48              | —      | —                  | —           | 16               | 16                      |
| 2021  | 28  | 63              | —      | —                  | 38          | 19               | —                       |
| 2022  | 29  | 14              | —      | —                  | —           | 7                | —                       |

Станом на 18 грудня 2021

### Потрапляння до першої десятки
- 1 перемога – (1 ШС)
- 1 п'єдестал – (1 ШС)
- 15 топ-десять – (11 ШС, 1 СГ, 3 ГК)

| Сезон | Дата              | Місце проведення      | Дисципліна              | Місце |
| ----- | ----------------- | --------------------- | ----------------------- | ----- |
| 2016  | 19 грудня 2015    | Валь-Гардена (Італія) | Швидкісний спуск        | 6-те  |
| 2016  | 22 січня 2016     | Кіцбюель (Австрія)    | Гірськолижна комбінація | 9-те  |
| 2017  | 17 грудня 2016    | Валь-Гардена (Італія) | Швидкісний спуск        | 8-ме  |
| 2017  | 13 січня 2017     | Венґен (Швейцарія)    | Гірськолижна комбінація | 10-те |
| 2018  | 12 січня 2018     | Венґен (Швейцарія)    | Гірськолижна комбінація | 9-те  |
| 2019  | 30 листопада 2018 | Бівер Крік (США)      | Швидкісний спуск        | 9-те  |
| 2019  | 15 грудня 2018    | Валь-Гардена (Італія) | Швидкісний спуск        | 4-те  |
| 2019  | 28 грудня 2018    | Борміо (Італія)       | Швидкісний спуск        | 4-те  |
| 2019  | 19 січня 2019     | Венґен (Швейцарія)    | Швидкісний спуск        | 5-те  |
| 2020  | 18 січня 2020     | Венґен (Швейцарія)    | Швидкісний спуск        | 7-ме  |
| 2020  | 25 січня 2020     | Кіцбюель (Австрія)    | Швидкісний спуск        | 8-ме  |
| 2021  | 19 грудня 2020    | Валь-Гардена (Італія) | Швидкісний спуск        | 4-те  |
| 2021  | 6 березня 2021    | Зальбах (Австрія)     | Швидкісний спуск        | 10-те |
| 2021  | 7 березня 2021    | Зальбах (Австрія)     | Супергігант             | 9-те  |
| 2022  | 18 грудня 2021    | Валь-Гардена (Італія) | Швидкісний спуск        | 1-ше  |

## Результати на чемпіонатах світу
Усі результати наведено за даними Міжнародної федерації лижного спорту.
| Рік  | Вік | Слалом | Гігантський слалом | Супергігант | Швидкісний спуск | Гірськолижна комбінація |
| ---- | --- | ------ | ------------------ | ----------- | ---------------- | ----------------------- |
| 2017 | 24  | —      | —                  | —           | 26               | 11                      |
| 2019 | 26  | —      | —                  | 23          | 9                | 11                      |
| 2021 | 28  | —      | —                  | 27          | 10               | 16                      |

## Результати на Олімпійських іграх
Усі результати наведено за даними Міжнародної федерації лижного спорту.
| Рік  | Вік | Слалом | Гігантський слалом | Супергігант | Швидкісний спуск | Гірськолижна комбінація |
| ---- | --- | ------ | ------------------ | ----------- | ---------------- | ----------------------- |
| 2018 | 25  | —      | —                  | —           | 16               | 17                      |